# Weingartia crispata
Weingartia crispata ist eine Pflanzenart in der Gattung Weingartia aus der Familie der Kakteengewächse (Cactaceae). Das Artepitheton crispatus stammt aus dem Lateinischen, bedeutet ‚gekräuselt‘ und verweist auf die Bedornung der Art.

## Beschreibung
Weingartia crispata wächst einzeln oder sprossend mit (dunkel-)grünen, graugrünen, braunen oder braunroten Körpern. Diese erreichen bei Durchmessern von bis zu 3,5 Zentimetern Wuchshöhen von 2 bis 3,5 Zentimetern und besitzen eine kräftige Pfahlwurzel. Die Rippen sind kaum sichtbar und vollständig in längliche Höcker gegliedert. Ein Mitteldorn fehlt. Die bis zu 24, weißen bis bräunlichen, kammförmigen Randdornen besitzen eine hellere, verdickte Basis, liegen dicht am Körper an und sind oft ineinander verflochten. Sie sind bis zu 1,2 Zentimeter lang.
Die violettroten, magentafarbenen oder (wein-)roten Blüten besitzen oft einen helleren Schlund. Sie sind bis zu 4,5 Zentimeter lang bei einem Durchmesser von 4 Zentimetern. Die rötlich braunen Früchte haben Durchmesser von 5 bis 6 Millimeter.

## Verbreitung und Systematik
Weingartia crispata ist im bolivianischen Departamento Chuquisaca in den Provinzen Tomina, Jaime Zudáñez und Azurduy in Höhenlagen um 2400 Metern verbreitet.
Die Erstbeschreibung als Sulcorebutia crispata durch Walter Rausch wurde 1970 veröffentlicht. Fred Hermann Brandt stellte die Art 1978 in die Gattung Weingartia. Ein weiteres nomenklatorisches Synonym ist Rebutia canigueralii subsp. crispata (Rausch) Donald ex D.R.Hunt.
Taxonomische Synonyme sind u. a. Sulcorebutia roberto-vasquezii Diers & Krahn (2005), Weingartia roberto-vasquezii (Diers & Krahn) Hentzschel & K.Augustin (2008), Sulcorebutia tarvitaensis Gertel & P.Lechner (2008), Weingartia tarvitaensis (Gertel & P.Lechner) Hentzschel & K.Augustin (2008), Sulcorebutia viridis P.Lechner & Draxler (2010).

## Nachweise